# Алексеевское (Андроповский район)
Алексе́евское — село в Андроповском районе (муниципальном округе) Ставропольского края России.

## География
В 2 км юго-восточнее находится станица Воровсколесская.
Расстояние до краевого центра: 77 км.
Расстояние до районного центра: 10 км.

## История
До 16 марта 2020 года село входило в состав сельского поселения Красноярский сельсовет.

## Население
| 1910 | 1939 | 1959 | 1970 | 1979 | 1989 |
| ---- | ---- | ---- | ---- | ---- | ---- |
| 911  | ↘887 | ↗946 | ↘732 | ↘573 | ↘502 |
| 2002 | 2008 | 2010 | 2011 | 2014 |      |
| ↗629 | ↘612 | ↗657 | ↘625 | ↘600 |      |

По данным переписи 2002 года в национальной структуре населения преобладают русские (71 %).

## Инфраструктура
- Сельская библиотека. Открыта 27 мая 1932 года[12]
- 5 улиц — Верхняя, Кирпичный завод, Красная, Октябрьская, Степная[13].
- В границах села находится открытое общественное кладбище[14].

## Памятники
- Памятник воинам – землякам, погибшим в годы Великой Отечественной войны. ул. Красная, 66[15].